# Daya Vieja
Daya Vieja (valencianisch: Daia Vella) ist eine spanische Gemeinde (municipio) in der Provinz Alicante mit einer Bevölkerung von 657 Einwohnern (Stand: 2024). 

## Lage
Daya Vieja liegt etwa 45 Kilometer südsüdwestlich von Alicante und etwa 45 Kilometer ostnordöstlich von Murcia in einer Höhe von ca. 5 m. Das Mittelmeer liegt in etwa acht Kilometern östlicher Richtung. 

## Geschichte

### Bevölkerungsentwicklung
| Jahr      | 1970 | 1981 | 1991 | 2001 | 2011 | 2021 |
| Einwohner | 290  | 232  | 202  | 198  | 726  | 707  |

## Sehenswürdigkeiten
- Marienkirche (Iglesia de Nuestra Señora de Monserrat)
- Rathaus

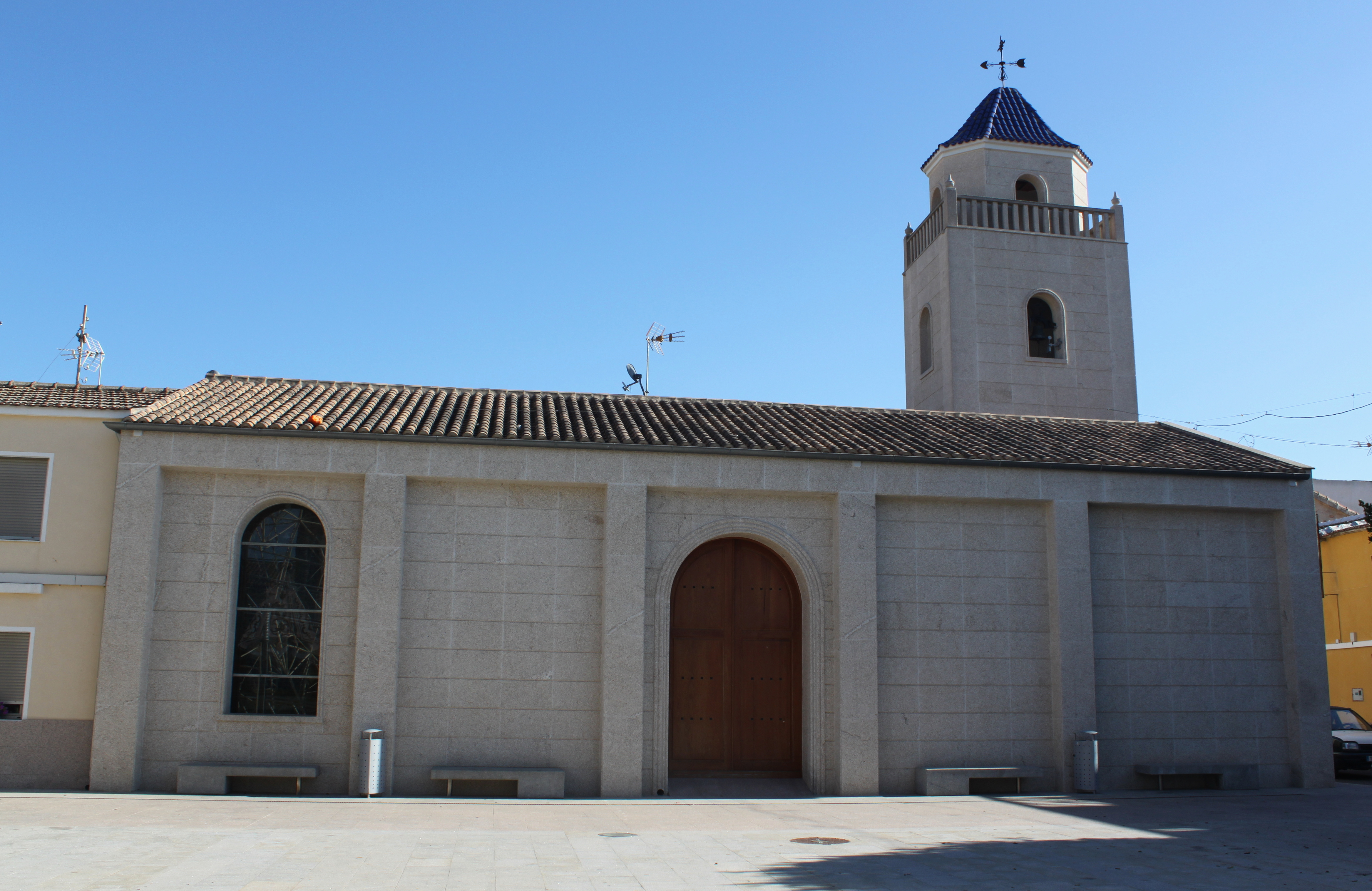
Marienkirche
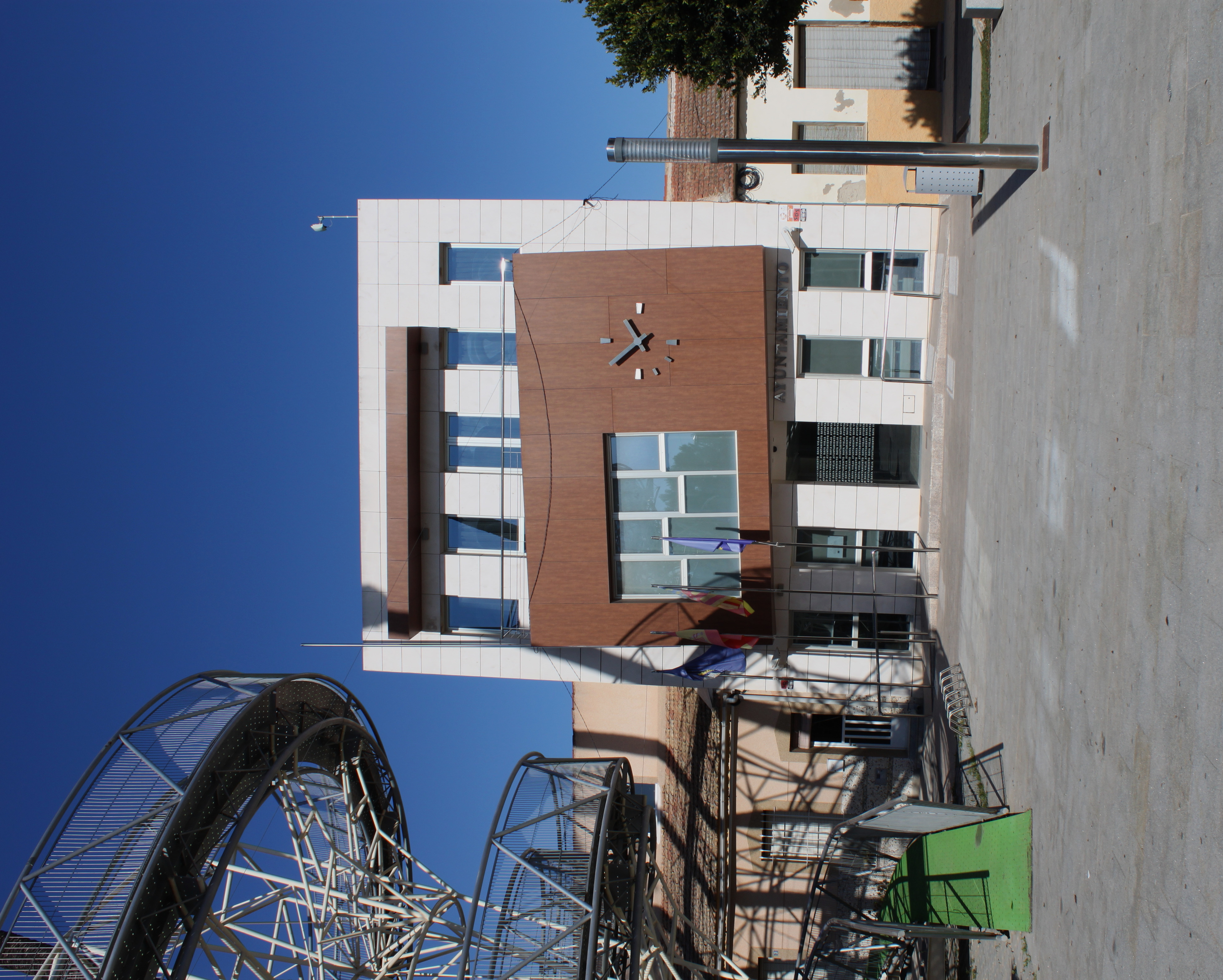
Rathaus